# 蒙迪迪耶 (摩泽尔省)
蒙迪迪耶（法語：Montdidier，法語發音：[mɔ̃didje]）是法国摩泽尔省的一个市镇，位于该省中东部，属于萨尔堡-萨兰堡区。

## 地理
蒙迪迪耶（48°55'46"N, 6°49'2"E）面积1.93 平方千米，位于法国大東部大區摩泽尔省，该省份为法国东北部内陆省份，是洛林的一部分，西南接默尔特-摩泽尔省，东临下莱茵省，北与卢森堡和德国接壤。
与蒙迪迪耶接壤的市镇（或旧市镇、城区）包括：阿尔贝斯特罗夫、弗朗卡尔特罗夫、莱南、内班、瓦勒-莱贝内斯特罗夫。

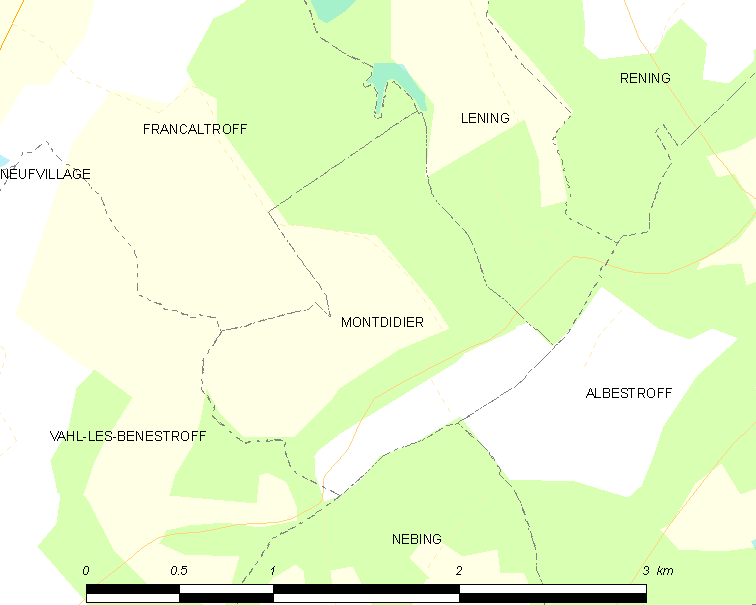
的OSM定位图

蒙迪迪耶的时区为UTC+01:00、UTC+02:00（夏令时）。

## 行政
蒙迪迪耶的邮政编码为57670，INSEE市镇编码为57478。

## 政治
蒙迪迪耶所属的省级选区为索努瓦县。

## 人口

1962-2008年间人口变化图示

蒙迪迪耶于2022年1月1日时的人口数量为87人。